# Staatsverlag der Deutschen Demokratischen Republik
Der VEB Staatsverlag der Deutschen Demokratischen Republik war ein Buch- und Zeitschriftenverlag in der DDR mit Sitz in Berlin.

## Geschichte
Der Verlag entstand im Januar 1963 auf Veranlassung des Ministerrates der DDR zur Veröffentlichung von Dokumenten des Staates in Buch- und Heftform. Er war somit Nachfolger des Deutschen Zentralverlages. In späteren Jahren kamen auch Ratgeber und populärwissenschaftliche Bücher hinzu. Zwischen 1970 und 1990 nutzte der Staatsverlag das Gebäude Otto-Grotewohl-Straße 54 (bis 1964 Wilhelmstraße 64, ab 1993 Wilhelmstraße 54).
Im Frühjahr 1990 wurde der Verlag in Verlag Recht und Wirtschaft umbenannt und der Treuhandanstalt unterstellt. 1991 wurde der Verlag an den Huss-Verlag verkauft.